# Jinping (Qiandongnan)
Jinping (chinesisch 锦屏县, Pinyin Jǐnpíng Xiàn) ist ein chinesischer Kreis des Autonomen Bezirks Qiandongnan der Miao und Dong im Südosten der Provinz Guizhou. Er hat eine Fläche von 1.616 km² und zählt 156.200 Einwohner (Stand: Ende 2018). Sein Hauptort ist die Großgemeinde Sanjiang (三江镇)

## Administrative Gliederung
Auf Gemeindeebene setzt sich der Kreis aus fünf Großgemeinden und zehn Gemeinden zusammen (2000). Diese sind:
- Großgemeinde Sanjiang 三江镇
- Großgemeinde Pingqiu 平秋镇
- Großgemeinde Qimeng 启蒙镇
- Großgemeinde Dunsai 敦寨镇
- Großgemeinde Maoping 茅坪镇

- Gemeinde Datong 大同乡
- Gemeinde Tonggu 铜鼓乡
- Gemeinde Zhongling 钟灵乡
- Gemeinde Longli 隆里乡
- Gemeinde Xinhua 新化乡
- Gemeinde Pinglüe 平略乡
- Gemeinde Ouli 偶里乡
- Gemeinde Hekou 河口乡
- Gemeinde Guben 固本乡
- Gemeinde Yandong 彦洞乡